# فیلیپو کاروبیو
فیلیپو کاروبیو (انگلیسی: Filippo Carobbio؛ زادهٔ ۱۵ اکتبر ۱۹۷۹) بازیکن فوتبال اهل ایتالیا است.
از باشگاه‌هایی که در آن بازی کرده‌است می‌توان به باشگاه فوتبال رجینا، باشگاه فوتبال اسپتزیا، باشگاه فوتبال باری، باشگاه فوتبال پیستویزه، باشگاه فوتبال روبور سیه‌نا، باشگاه فوتبال آتالانتا، باشگاه فوتبال جنوآ، باشگاه فوتبال آولینو، و باشگاه فوتبال وارزه اشاره کرد.